# Djouroutou
Djouroutou est une ville de l'ouest de la Côte d'Ivoire. Administrativement, c'est une sous-préfecture du département de Tabou,.

## Administration
| Date d'élection | Identité | Parti    | Qualité         | Statut |
| --------------- | -------- | -------- | --------------- | ------ |
| 1980            |          | PDCI-RDA | Homme politique | élu    |
| 1985            |          | PDCI-RDA | Femme politique | élu    |
| 1990            |          | PDCI-RDA | Femme politique | élu    |
| 1995            |          | PDCI-RDA | Homme politique | élu    |
| 2001            |          | RDR      | Homme politique | élu    |